# 稲置街道
稲置街道（いなぎかいどう）は、江戸時代に名古屋城下と犬山城下を結んだ脇往還（街道）。「犬山街道」とも呼ばれる。

## 概要
名古屋から楽田追分までは上街道とルートが重複している。犬山城下を過ぎてからは木曽川を渡って中山道の鵜沼宿（現在の岐阜県各務原市）にまで街道が至っている。犬山城から楽田追分まで道を開いて上街道に接続させた事がこの街道の始まりである事から、楽田追分 － 鵜沼宿を「稲置街道」とする説もある。

## 名称の由来
「稲置」とは、当時街道沿いにあった村の名称（「稲置村」、現在の犬山市）から付けられた。

## 宿場・追分
犬山宿と鵜沼宿の間の木曽川には、内田渡船（内田の渡し）が運航されていた。
- 下街道：札の辻（愛知県名古屋市中区）
- 東片端（現在の地名表記では「泉1丁目」・愛知県名古屋市東区）：下街道と分岐。
  - 味鋺の湿地帯を避けるために、勝川で下街道と分岐する別ルートがある。
- 稲置街道始点：名古屋城東大手門（愛知県名古屋市東区）
  - 1. 宿場：小牧宿（愛知県小牧市）
    - 追分：楽田（愛知県犬山市）上街道と分岐。

  - 2. 宿場：犬山宿（愛知県犬山市）
- 稲置街道終点：中山道鵜沼宿（岐阜県各務原市）